# Stefano di San Giuseppe
Stefano di San Giuseppe, in spagnolo: Esteban de San José,  al secolo Esteban Ciriaco Barrenechea Arriaga (Elorrio, 26 dicembre 1880 – Alcázar de San Juan, 12 settembre 1936), è stato un religioso spagnolo dell'Ordine della Santissima Trinità. Venne fucilato dai repubblicani durante la guerra civile spagnola e venne beatificato come martire da papa Francesco nel 2013.

## Biografia
Esteban Barrenechea Arriaga nacque nella cittadina di Elorrio, provincia di Biscaglia (Spagna), il 26 dicembre 1880 da Gabriel Barrenechea e Felipa Arriaga. Dopo essere entrato nel noviziato dell'Ordine della Santissima Trinità come fratello laico, all'età di 24 anni, vestì l'abito religioso nel convento di Algorta. Professò nello stesso convento il 20 maggio 1906 e presse il nome di Stefano di San Giuseppe. Nel Santuario della bien Aparecida fece la sua professione solenne il 25 novembre 1909. Trasferito dopo al convento di Alcázar de San Juan. Era il cuoco del convento.
Tutta la comunità trinitaria di Alcázar venne uccisa dai miliziani, durante la guerra civile spagnola, in odium fidei, trane il fratello Stefano, il 26 luglio 1936. Questo invece fu trucidato il 12 settembre seguente.

## Culto
Stefano di San Giuseppe e i suoi compagni trinitari furono beatificati il 13 ottobre 2013, a Tarragona, dal cardinale Angelo Amato, prefetto della Congregazione per le Cause dei Santi, su mandato di papa Francesco, insieme a 522 martiri spagnoli, uccisi "in odium fidei" durante la guerra civile spagnola.
La Chiesa cattolica celebra la memoria liturgica dei martiri spagnoli del XX secolo il 6 novembre. Nella chiesa della Santissima Trinità di Alcázar de San Juan riposano le spoglie mortali dei martiri trinitari e quelle del laico Álvaro Santos Cejudo.